# Montserrat (montanha)

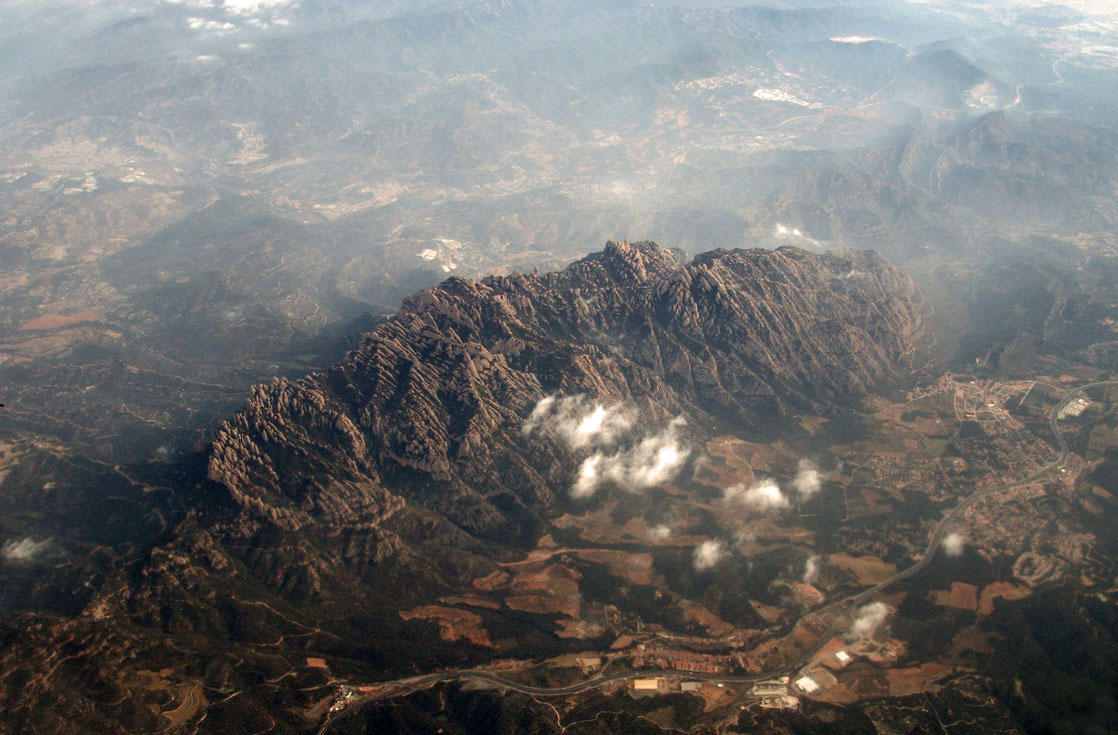
O Monte Serreado visto do alto

O Monte Serreado (em catalão, Montserrat) formado por rochas sedimentares que têm sua origem nos sedimentos que encheram a Bacia do Ebro, tradicionalmente considerado a montanha mais importante e significativa da Catalunha ( Espanha ), e que concilia valores naturais, culturais e históricos. Ele está localizado a 50 km a noroeste de Barcelona entre as regiões de Anoia , do Baix Llobregat e Bages . É, segundo a tradição, a montanha mais sagrada da Catalunha. Abriga o famoso Mosteiro do Monte Serreado, beneditino, dedicado à Virgem de Montserrat. A ilha de Montserrat, localizada no Caribe, foi nomeada assim por Cristóvão Colombo em 1493, por possuir também uma extensa cadeia de montanhas. Ele também tornou-se um nome próprio muito comum para as mulheres no País catalão e na Espanha. Desde o final do século 19, o nome é usado também para homens.

## Geologia, Fauna e Flora
Forma um maciço que se eleva bruscamente a oeste do Rio Llobregat. O cume é conhecido como São Jerônimo (em catalão, Sant Jeroni), com 1.236 metros.. Outros cumes importantes do monte são o Cavall Bernat, os Agulles, o Serreado do Mouro, o Montgròs, o São João e o Palomera. É um parque natural desde 1987. O eixo principal do maciço tem cerca de 18 quilômetros de extensão e orienta-se na direção oeste-noroeste/sul-sudeste. As formas extravagantes da montanha mais emblemática na Catalunha, são o resultado de um processo geológico e geomorfológico de milhões de anos. Ao longo dos milênios, movimentos tectônicos, alterações climáticas e a erosão, terminaram por moldar seu relevo acentuado, com enormes paredes e blocos arredondados de conglomerados de argila rosa. Em seu ventre, a erosão criou cavernas, abismos e barrancos.
A floresta mediterrânica é o tipo predominante de vegetação em Montserrat. Os destaques incluem os carvalhos. O maciço inclui ainda mais de 1200 espécies de plantas, incluindo pinheiros , o bordo , a tília , a aveleira , o azevinho , o buxo e o teixo .Quanto à fauna, podemos encontrar aves, como o arqueiro. Quanto aos mamíferos, temos o esquilo, o morcego, o javali, assim como as cabras selvagens. Os lobos têm gradualmente desaparecido da montanha de Montserrat, entre outros, devido à pressão humana. Há também répteis, como cobras Ibérica e anfíbios, como as salamandras. 
A caça é reduzida a uma área controlada

## Significação Religiosa

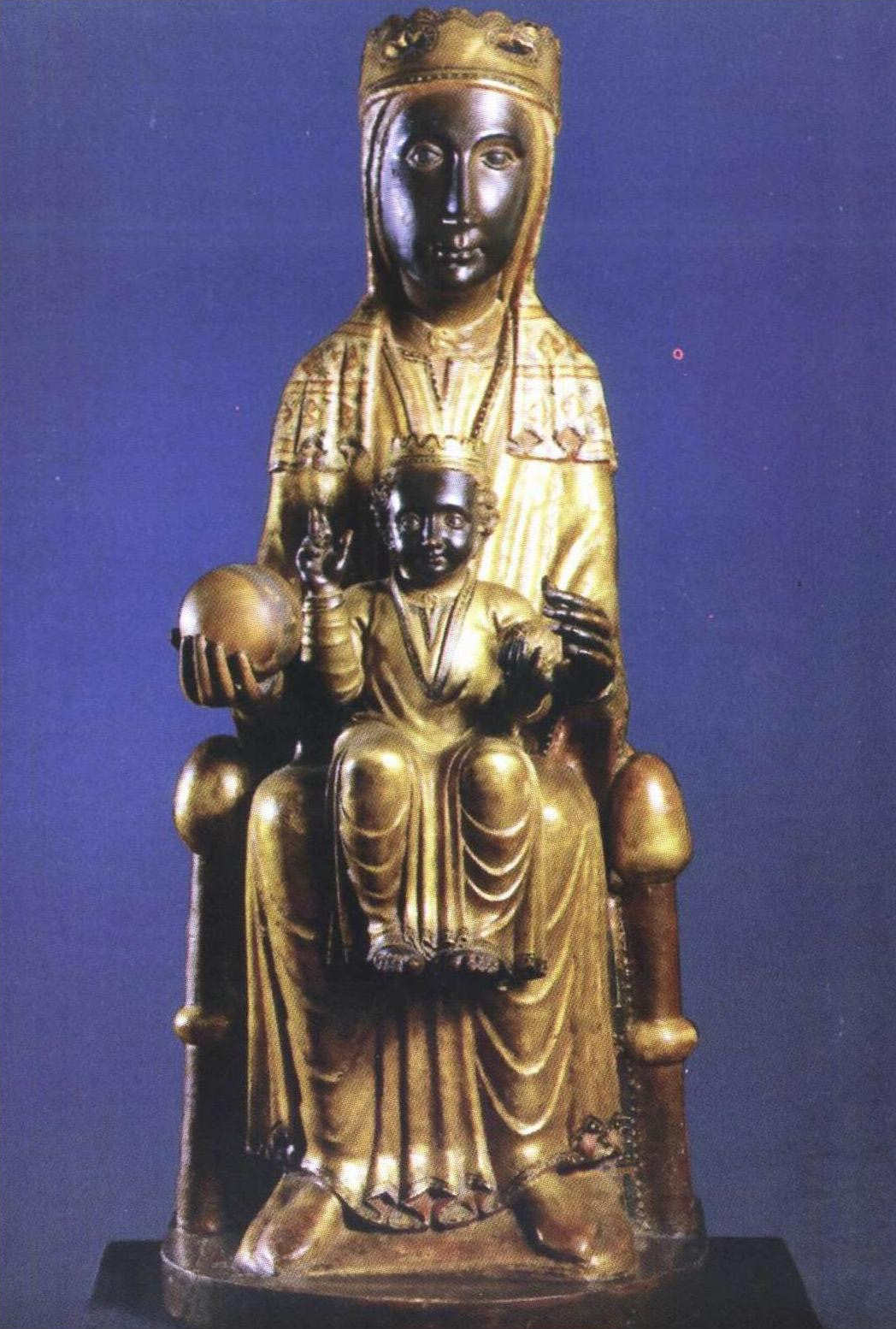
A Virgem de Montserrat

De acordo com uma lenda, uma imagem da Virgem foi descoberta no ano de 880 na Gruta Santa, e deste então Montserrat tem sido associada à espiritualidade. Além do mosteiro e da Santa Gruta, o complexo montanhoso contém uma série de pequenas igrejas e capelas, como a de Santa Cecília, São Bento, São João, Santa Maria Madalena, São Miguel e São Jerônimo.
Nossa Senhora de Monserrate, Virgem Negra de Montserrat (em catalão, Mare de Déu de Montserrat, que significa "Mãe de Deus do Monte Serreado") é uma imagem de Maria, a mãe de Jesus Cristo, localizada no Mosteiro de Santa Maria de Montserrat. É conhecida popularmente como La Moreneta ("A Morena" por causa de sua cor escura), feita em madeira no século XII, e não no ano 50 como conta a lenda, sendo a sua cor escurecida resultado da transformação do verniz devido ao tempo.

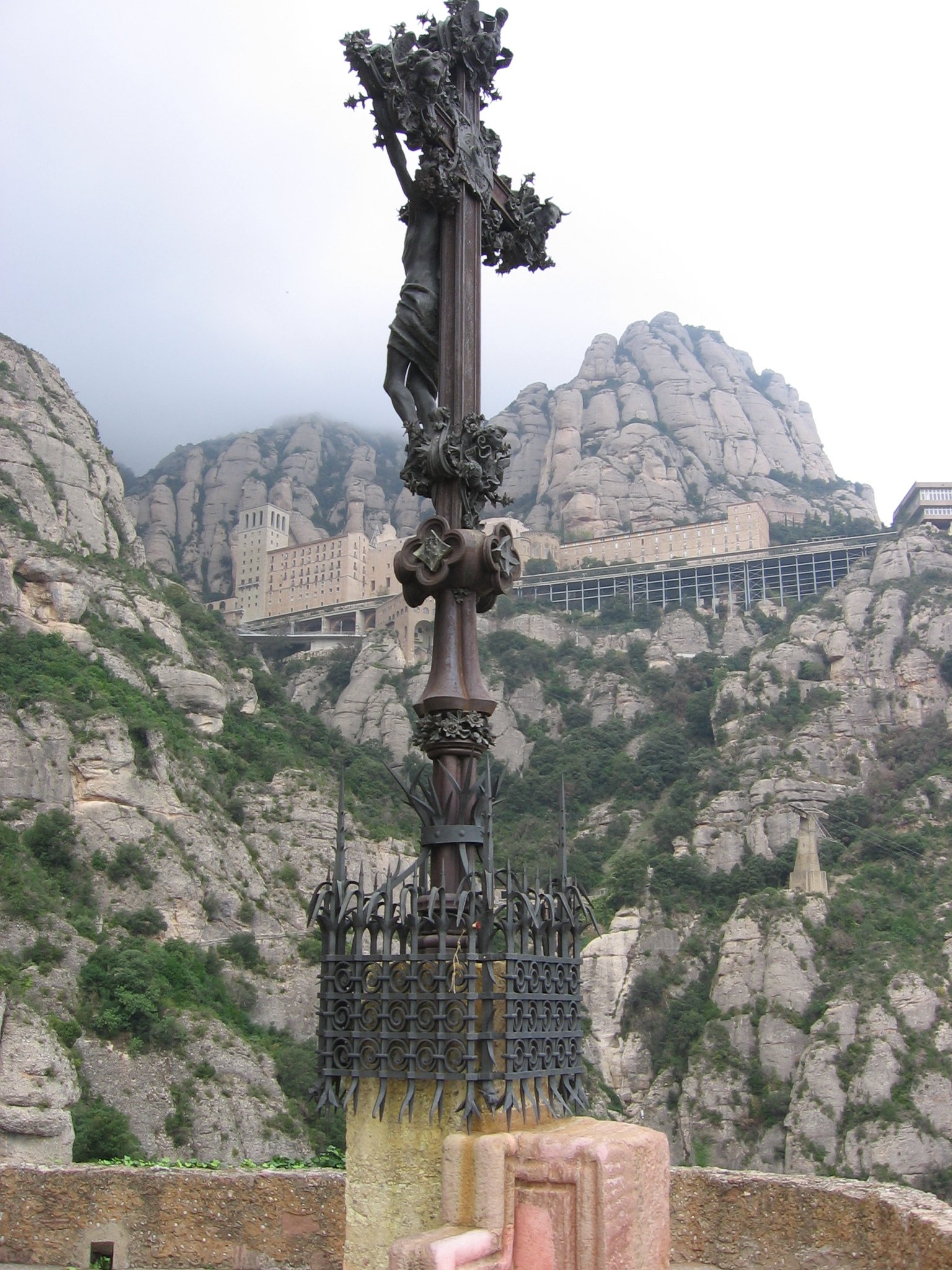
Rosário Monumental

Segundo a lenda, a imagem teria sido construída por São Lucas e levada ao seu atual local por São Pedro no ano 50. No século VIII, durante a invasão muçulmana da Península Ibérica, teria sido escondida por devotos numa caverna. A imagem teria sido reencontrada somente no ano 880, por um grupo de crianças. Um bispo teria, então, tentado levá-la para a cidade de Manresa, mas a imagem teria se tornado pesadíssima, impedindo seu translado. O bispo teria interpretado o fato como um milagre e como um sinal de que a imagem deveria permanecer no local. Teria, então, sido construído o Mosteiro de Santa Maria de Montserrat no local, para abrigar a imagem. Em 27 de abril , celebra-se a festa da Virgem de Montserrat, padroeira da Catalunha. O monte é também identificado por alguns como a localização do Santo Graal. A lenda decorre do conto alemão medieval que se refere a uma montanha chamada Monsalvat como a localização do Graal.
O Rosário Monumental de Montserrat é um conjunto de obras escultóricas de cunho religioso situadas no caminho que conduz ao Mosteiro de Montserrat e à gruta onde foi encontrada, segundo a lenda, a imagem da Virgem no ano 880. O caminho foi escavado ao longo da Montanha de Montserrat entre 1691 e 1704. Ao longo do seu percurso foram situados vários grupos escultóricos dedicados ao Santo Rosário e aos quinze mistérios da Virgem, construídos entre 1896 e 1916. Na sua construção intervieram arquitetos como Antoni Gaudí, e escultores como os irmãos Agapit e Venanci Vallmitjana. Devido à sua variada autoria, o Rosário Monumental não tem um selo estilístico comum, mas em geral enquadra-se dentro do modernismo catalão.

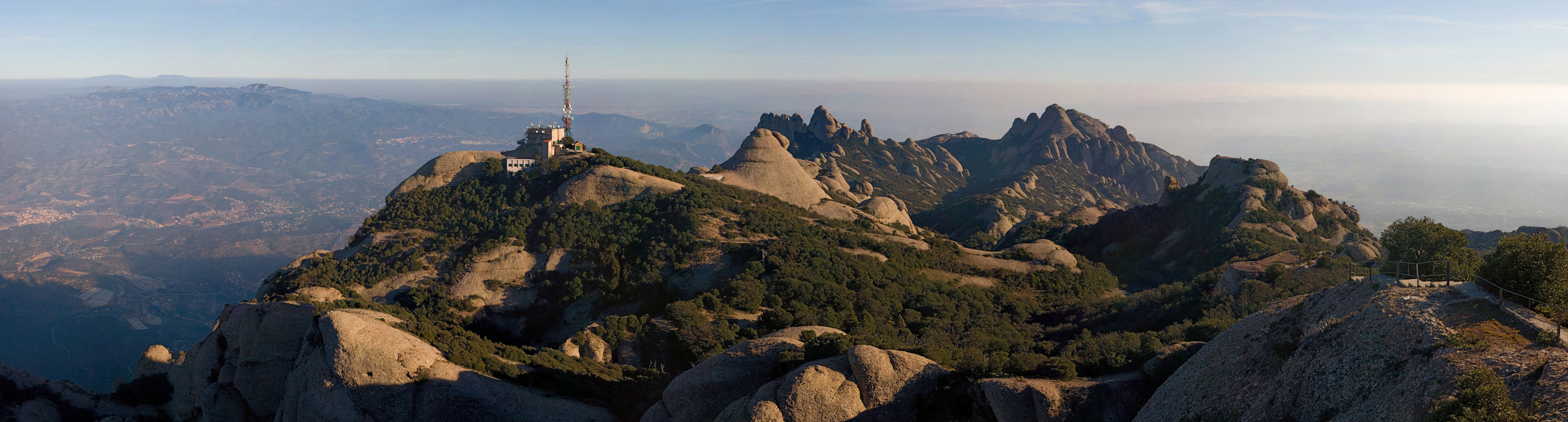
Aspecto do maciço

## Montanhismo e escalada

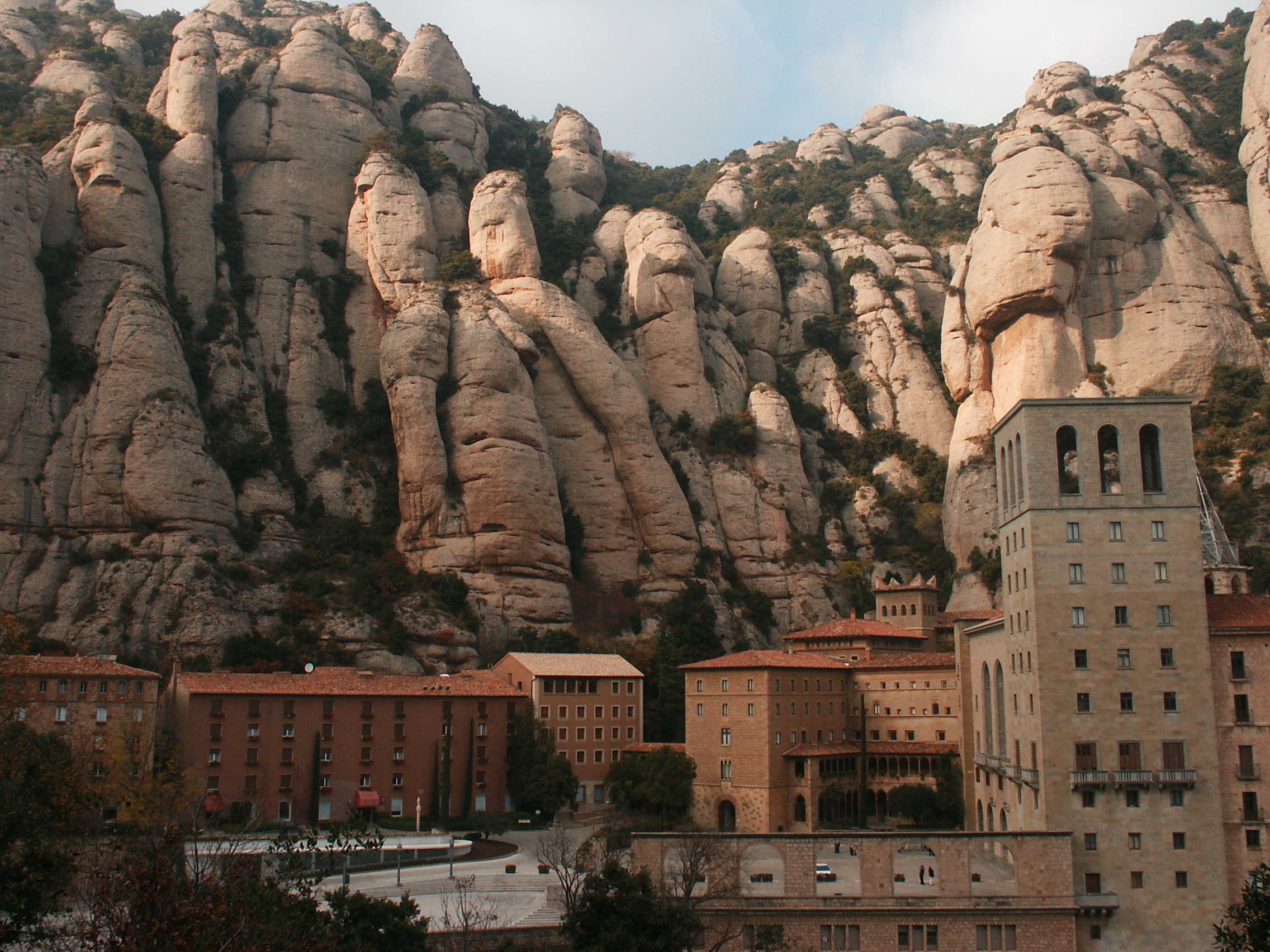
Mosteiro de Montserrat e formações rochosas típicas

Por suas características únicas, Montserrat é um lugar popular para a prática de atividades ao ar livre. A escalada esportiva é muito procurada. Com mais de 5000 rotas de escalada cobrindo a maior parte de suas paredes, Montserrat é um dos lugares mais populares para os escaladores catalães. Outra atividade popular são as caminhadas, atividade agradável por causa da grande variedade de pequenas estradas e belas paisagens.
Finalmente, a espeluncologia também tem em Montserrat locais de prática bastante interessantes, como a famosa caverna Salnitre no conjunto de cavernas Collbató, uma referência na Catalunha, que podem ser acessados sem qualquer problema, porque são grutas e cavernas bem iluminadas e sinalizadas.

## Arte e Cultura

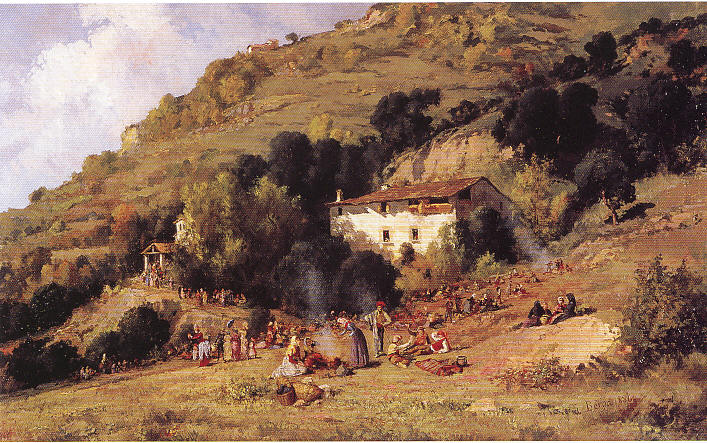
La Romeria, de J. Berga, pertencente à coleção do Museu de Montserrat

Durante o século XIX, o mosteiro foi destruído e perdeu todo o seu patrimônio histórico. Todo patrimônio artístico foi refeito e está agora no Museu de Montserrat, que se situa nos prédios do complexo, entre as montanhas, somado à novas aquisições e doações de pessoas físicas da sociedade catalã, europeia e mundial. O Museu é considerado uma das referências nacionais, e é um dos mais visitados da Catalunha. Atualmente ela continua a aumentar seus fundos com doações constantes de indivíduos e entidades privadas. O Museu de Montserrat ocupa espaços arquitetônicos criados entre 1928 e 1933 pelo arquiteto modernista Josep Puig i Cadafalch, no porão da praça central e das fundações da torre mosteiro. 
O patrimônio do museu conta com coleções que incluem Arquelogia do mundo antigo, Pintura antiga, Pintura Modernista, Arte avant-garde, esculturas e desenhos.

## Acesso

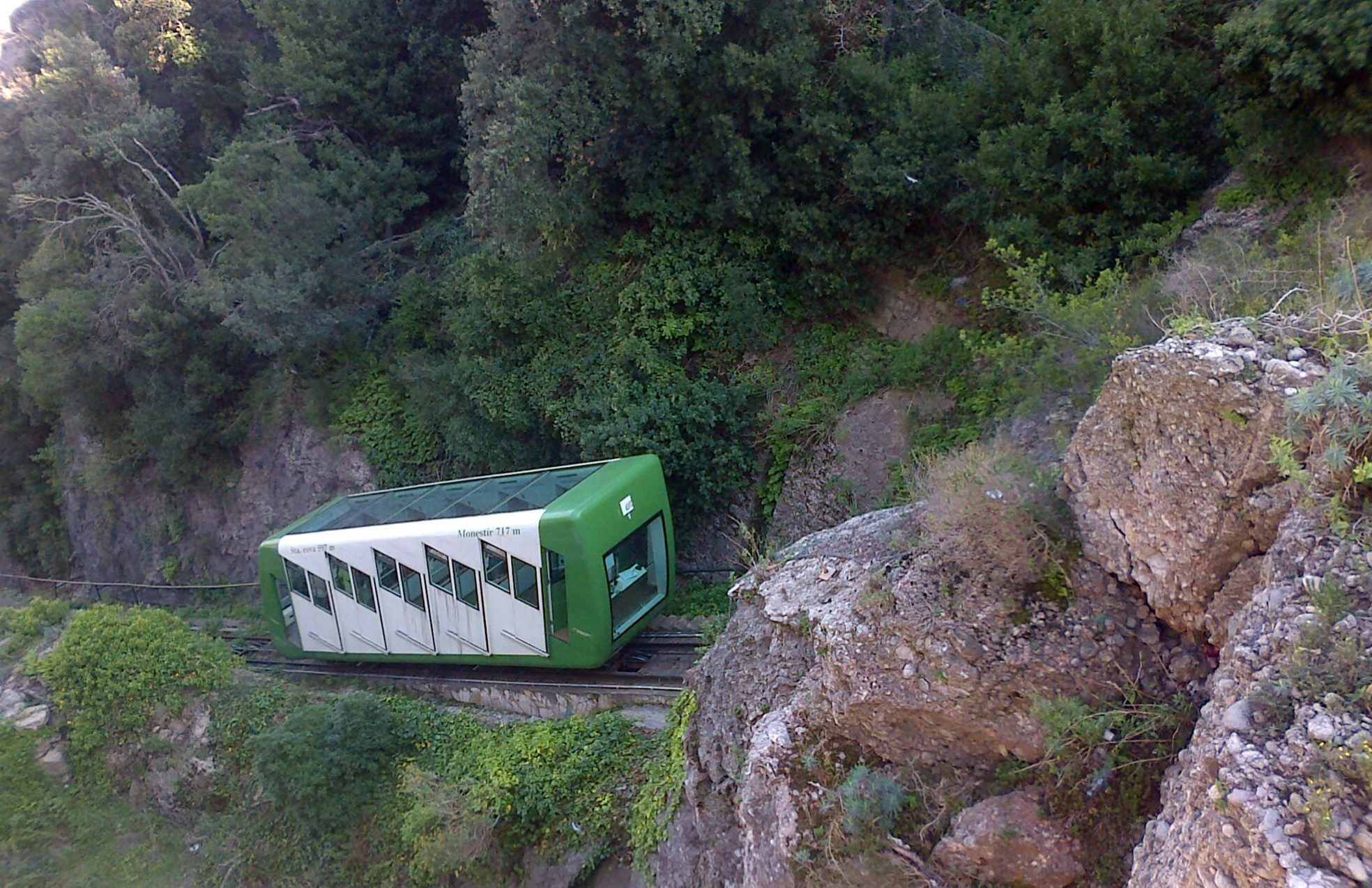
Funicular para a Santa Cova

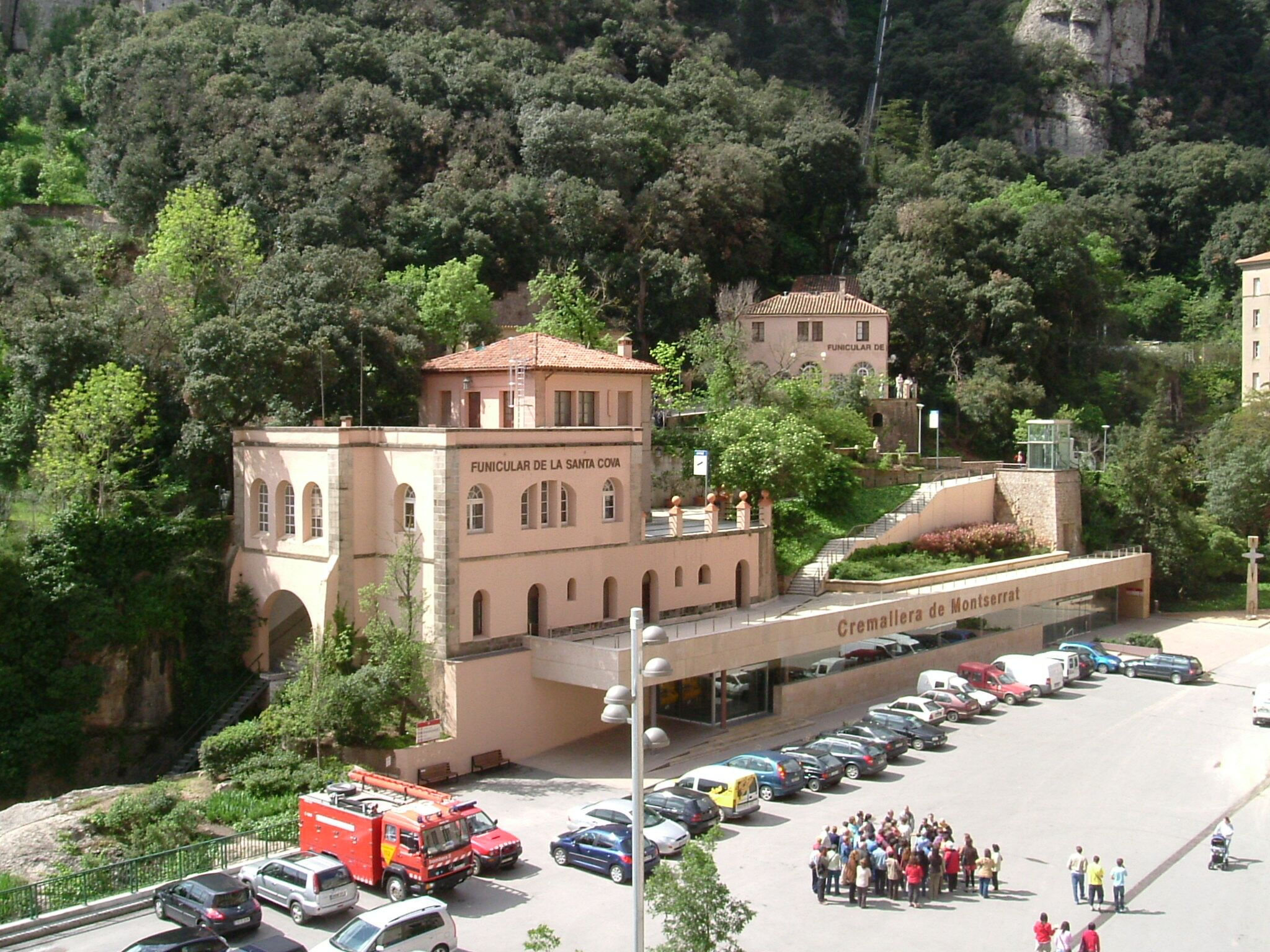
Estação férrea de Montserrat, de onde partem e chegam os trens em cremalheira, e os funiculares de San Joan e da Santa Cova

Em todas as estações FGC (Ferrocarrils de la Generalitat de Catalunya) pode-se comprar o bilhete que combina o trem da via férrea com o passeio do trem em cremallera para Montserrat.  Vindo-se de Barcelona pode-se tomar da estação Espanya qualquer linha de trem R5 direção Manresa, ou, Vindo-se de Manresa, qualquer trem R5 em direção a Barcelona. Deve-se descer na estação de Monistrol de Montserrat, e da estação de Monistrol-Vilade pega-se o trem em cremalheira que leva montanha acima, até a estação do monastério de Montserrat. Da estação sede do monastério, seguem ainda 2 funiculares, sendo um para a santa cova, onde segundo a tradição foi encontrada a Santa. Existe ainda a possibiidade de se ascender até o monastério em teleférico.